# Unravel (노래)
《Unravel》은 1997년 발매된 비요크의 음반 Homogenic의 세 번째 노래이다. 이 노래는 비요크의 "절반은 노래를 부르고 절반은 말을 하는 기법"의 저명한 예시를 보이고 있으며 포크 스페셜리스트  Njall Sigurason에 따르면 이 노래는 고대 아이슬란드의 남자 성가대원의 것과 비교된다. 구조적으로 이 노래는 느리게 지나가는 멜로디, 색소폰, 교회 오르간, 멀리서 들려오는 전자비트음으로 구성된다. 주제를 보면 이 노래는 2명의 멀리 떨어지느 애인들에 대해 말하고 있다. 애인 중 한 명은 둘 사이의 사랑이 통제 불능으로 흐트러지기 시작한 것을 깨닫는다. 애인 비요크는 잃어버린 사랑을 되찾기 위헤 애인과 재회하길 강구한다.